# Dorfkirche Jonitz

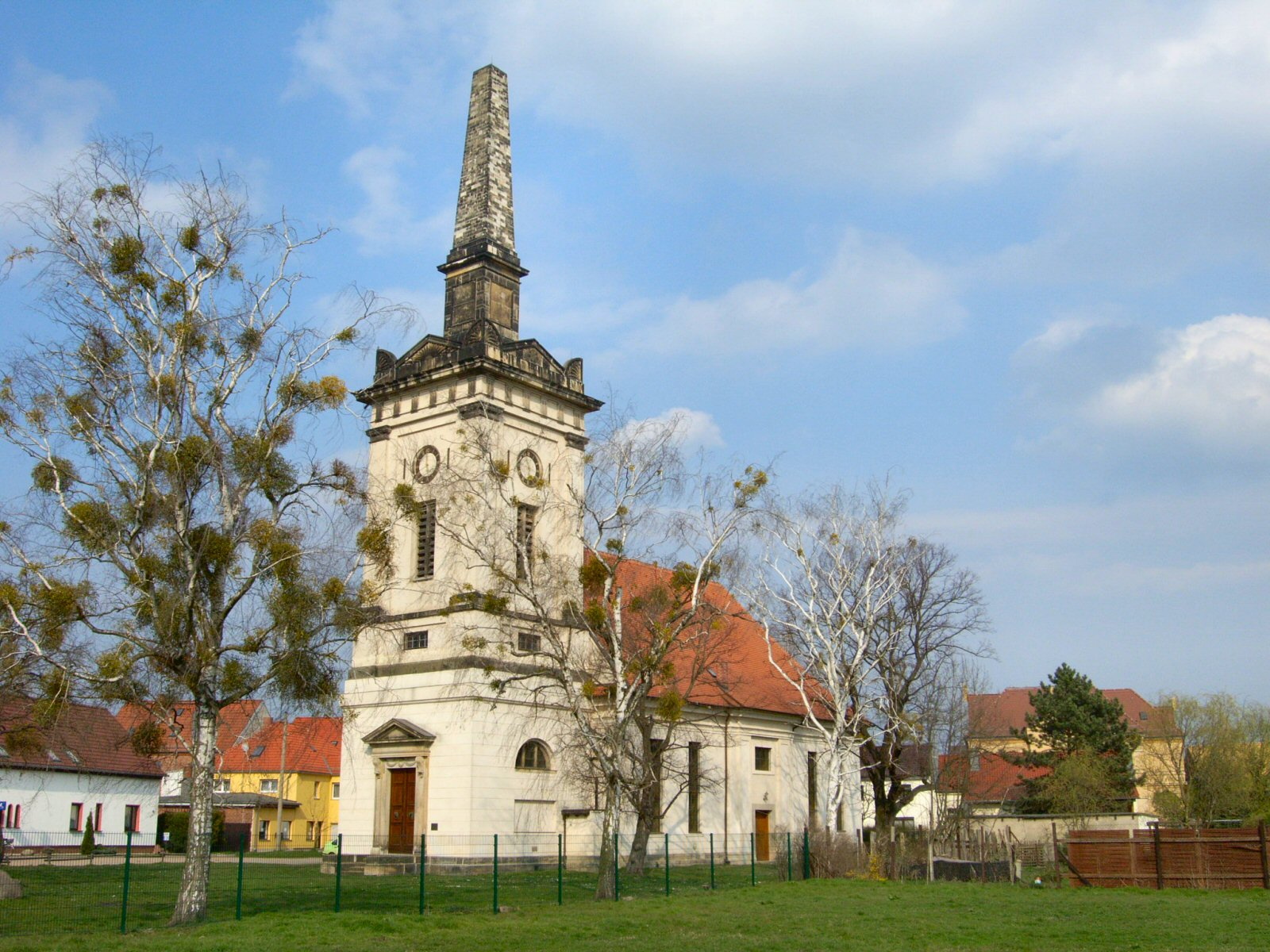
St.-Bartholomäi-Kirche Jonitz

Die evangelische Dorfkirche Jonitz (auch St. Bartholomäi) ist eine barocke, klassizistisch umgestaltete Saalkirche im Ortsteil Jonitz von Waldersee in Dessau-Roßlau in Sachsen-Anhalt. Sie gehört zur Kirchengemeinde Dessau-Waldersee im Kirchenkreis Dessau der Evangelischen Landeskirche Anhalts.

## Geschichte und Architektur
Die Kirche ist im Kern ein schlichter barocker Saalbau aus den Jahren 1722–1725. In den Jahren 1816/17 begann eine klassizistische Umgestaltung durch Carlo Ignazio Pozzi im Zusammenhang mit der Einrichtung als fürstliche Begräbnisstätte für Leopold III. Friedrich Franz von Anhalt-Dessau und dessen Gemahlin Luise. Fürst Leopold III. leitete den Bau dieser Grabstätte von seinem Krankenlager im Schloss Luisium, das er nach seinem Sturz vom Pferde im Jahr 1817 bis zu seinem Tod bezog.
Die Nord- und Südseite des Langhauses sind mit flachen Eingangsrisaliten versehen, die Wände sind durch pilasterartige Vorlagen gegliedert. Auf der Westseite ist der quadratische, 42 Meter hohe Turm angeordnet. Der einzigartige Turmabschluss durch einen 18 Meter hohen Obelisk dient der Sichtachse vom Schloss Luisium als bekrönender Abschluss. Die Anregung dazu stammt wohl aus Johann Gottfried Grohmanns „Ideenmagazin für Liebhaber von Gärten“.
Während des Elbehochwassers 2002 stand die Kirche 1,60 Meter unter Wasser und wurde stark beschädigt. Die Kosten für die Sanierung betrugen mehr als eine halbe Million Euro.

## Ausstattung
Unter Leopolds III. Nachfolger Herzog Leopold Friedrich wurde die klassizistische Umgestaltung des Innern vorgenommen; in den Jahren 1820–1823 wurde eine neue Emporenanlage und Kanzel eingebaut; außerdem wurde das Mausoleum im gewölbten Sockelgeschoss des Turms einrichtet. Im Mittelpunkt steht hier die große marmorne Sarkophaggestaltung an der Ostwand mit Bildnissen des Fürstenpaars und ein Marmorrelief mit den drei Frauen am Grabe Christi, das 1823 von Friedemann Hunold nach einem Gemälde von Friedrich Hartmann geschaffen wurde. Die Orgel ist ein Werk der Firma Hoff (Dessau) aus dem Jahr 1849.